# Ranrupt
Ranrupt – miejscowość i gmina we Francji, w regionie Grand Est, w departamencie Dolny Ren.
Według danych na rok 1990 gminę zamieszkiwało 297 osób, 20 os./km².